# فينغ بن
فينغ بن هي رامية القرص صينية، ولدت في 3 أبريل 1994.

## وصلات خارجية
- فينغ بن على موقع الاتحاد الدولي لألعاب القوى (الإنجليزية)
- فينغ بن على موقع اللجنة الأولمبية الدولية (الإنجليزية)
- فينغ بن على موقع أوليمبيديا (الإنجليزية)
- فينغ بن على موقع اللجنة الأولمبية الصينية (الإنجليزية)